# Europska rukometna federacija
Europska rukometna federacija (eng. European Handball Federation, EHF) je krovna organizacija europskog rukometa.
Utemeljena je 17. studenoga 1991. godine. Čini ju 50 saveza članica te jedan pridruženi član, Kosovo. Sjedište joj se nalazi u Beču u Austriji. Trenutačni EHF-ov glavni tajnik je Michael Wiederer.

## Povijest
Utemeljena je 17. studenoga 1991. godine u njemačkom gradu Berlinu. Ipak, prvi EHF-ov kongres je bio 5. lipnja 1992. godine, na kojem se odredilo da će sjedište EHF-u biti u austrijskom gradu Beču. Tijekom godina rastao je broj članica. Od prvih 29 došao je do današnjih 50. Zadnje puno članstvo je dobila Andora 29. svibnja 2011. godine.

## Natjecanja
Europska rukometna federacija je krovna organizacija za ova europska međunarodna reprezentativna natjecanja:
- europska prvenstva u rukometu
- europska prvenstva u rukometu za žene

Europska rukometna federacija je krovna organizacaij za ova europska međunarodna klupska natjecanja:
- Liga prvaka
- Liga prvakinja
- Kup pobjednika kupova u rukometu
- Kup pobjednica kupova u rukometu
- Kup EHF
- Kup EHF za žene
- Challenge kup (bivši Kup gradova)
- Challenge kup za žene (bivši Kup gradova)

## Članice
- Albanija
- Andora
- Armenija
- Austrija
- Azerbajdžan
- Bjelorusija
- BiH
- Bugarska
- Cipar
- Crna Gora
- Češka
- Danska
- Engleska
- Estonija
- Farski otoci
- Finska
- Francuska
- Grčka
- Gruzija
- Hrvatska
- Irska
- Island
- Izrael
- Italija
- Latvija
- Lihtenštajn
- Litva
- Luksemburg
- Mađarska
- Makedonija
- Malta
- Moldavija
- Monako
- Nizozemska
- Norveška
- Njemačka
- Poljska
- Rumunjska
- Rusija
- Slovačka
- Slovenija
- Srbija
- Škotska
- Španjolska
- Švedska
- Švicarska
- Turska
- Ukrajina

Posebne članice:
- Velika Britanija
- Kosovo

## Vanjske poveznice
- Službena stranica